# Bedigliora
Bedigliora är en ort och kommun  i distriktet Lugano i kantonen Ticino, Schweiz. Kommunen har 617 invånare (2023).
I kommunen finns även byn Banco. 